# 喬治·梅迪納
喬治·阿圖羅·奧斯定·梅迪納·埃斯特維斯（西班牙語：Jorge Arturo Agustín Medina Estévez；1926年12月23日—2021年10月3日）是天主教智利籍司鐸級樞機及聖座禮儀及聖事部榮休部長。

## 生平
梅迪納於1926年12月23日在智利首都聖地亞哥出生。他在智利天主教大學修讀生物學學士和藝術學士後進入聖地亞哥總神學院，1954年6月12日在智利的聖地牙哥總教區晉鐸。
梅迪納於1955年分別在宗座天主教大學和聖地亞哥總神學院獲得哲學與神學學位。他還擔任過該大學校長，並且擔任第二次梵蒂岡大公會議的神學家。後來，他於1996年獲得美國聖母大學榮譽博士學位。
教宗若望保祿二世於1984年12月18日將他任命為蘭卡瓜教區輔理主教，領第比利斯領銜教區主教銜。若望·保祿二世於1985年1月6日將他晉牧，1998年2月21日將他擢升為執事級樞機。他於1987年至1993年間擔任蘭卡瓜教區主教，1993年4月16日改任瓦爾帕萊索教區主教。
他於1996年6月21日起岀任聖座禮儀及聖事部副部長並於1998年2月23日升任該聖部的部長。他於2002年10月1日榮休，方濟各·安霖澤樞機接任聖座禮儀及聖事部部長。梅迪納曾參與2005年教宗選舉秘密會議，當時選出的是教宗本篤十六世。 其後由作為樞機團執事級首席樞機的喬治·梅迪納樞機登上聖伯多祿大殿中央陽台向聖伯多祿廣場的信眾以拉丁語宣布這位新教宗的名字。
本篤十六世於2008年3月1日將他升任司鐸級樞機。梅迪納於2021年10月3日在聖地亞哥逝世，享年94歲。

## 牧徽

喬治·阿圖羅·奧斯定·梅迪納·埃斯特維斯的枢机牧徽